# Václav Karmazín
Václav Karmazín (* 1928 Kněževes u Prahy) je bývalý český fotbalista.
Byl univerzálním hráčem – v I. čs. lize debutoval jako levý krajní obránce, byl využíván také v útoku na levé spojce a levém křídle, nejčastěji však nastupoval na levém kraji zálohy.

## Hráčská kariéra
Začínal ve svém rodišti, odkud v roce 1946 přestoupil do Buštěhradu, který působil v I. A třídě Středočeské župy. Roku 1948 odešel do Veleslavína, od roku 1950 nastupoval za Ruzyni (základní vojenská služba). Poté se vrátil do Kněževsi, odkud jej v roce 1953 získali liberečtí funkcionáři.
V československé lize hrál za Jiskru Koloru Liberec, nastoupil v 7 ligových utkáních aniž by skóroval. Nastoupil také ve vůbec prvním utkání liberecké Jiskry mezi elitou, které se hrálo v neděli 13. března 1955 v Liberci na Dvorském vrchu (hřiště Rudé hvězdy Liberec) a domácí Jiskra v něm podlehla bratislavskému Slovanu 0:5 (poločas 0:3).
Na začátku 60. let se přesunul za prací do Jablonce nad Nisou, kde začal hrát za místní Jiskru. Hráčskou kariéru uzavřel v Rapidu Pavlovice v polovině 60. let 20. století.

### Prvoligová bilance
| Ročník             | Zápasy | Góly | Minuty | Klub                  |
| ------------------ | ------ | ---- | ------ | --------------------- |
| I. liga 1955       | 7      | 0    | 630    | Jiskra Kolora Liberec |
| CELKEM I. ČS. LIGA | 7      | 0    | 630    |                       |